# Peider Lansel
Peider Lansel (Pisa, 1863 – Ginebra, 1943) fou un escriptor en llengua romanx, i una de les principals figures de la literatura romanx. Nasqué a Itàlia, però la seva família era originària de Sent (Grisons), d'on emigraren per a dedicar-se al comerç.
Fou un dels fundadors de Lia Rumantscha/Ligia Romontscha, societat per a desenvolupar el conreu de la llengua romanx i demanar autonomia política per als pobles rètics.
Treballà àrduament per la renovació de la llengua retoromànica, en la qual escriví diversos reculls de poemes: La cullana d'ambras (1912), Il vegl chalamêr ('El vell tinter', 1929), La funtana chi staina (1936), Fanzögnas (1939), Versiuns veglias e nouvas (1940). També publicà una sèrie d'antologies i feu l'arreplega de cançons populars, així com els articles periodístics Ni Italians, ni Tudais-chs, Rumantschs vulains restar (1913 i 1917) i Ils Retorumantschs (1936).